# Pearl Harbor (trilha sonora)
A trilha sonora do filme Pearl Harbor, foi lançado em 2001 pela Warner Bros. Records.

## Faixas
1. "There You'll Be" - Faith Hill 3:42
2. Tennessee - 3:40
3. Brothers - 4:04
4. ...And Then I Kissed Him - 5:37
5. I Will Come Back - 2:54
6. Attack - 8:56
7. December 7th - 5:08
8. War - 5:15
9. Heart of a Volunteer - 7:05